# 歌舞線上
《歌舞線上》（英語：A Chorus Line）是1975年5月21日開演的百老匯音樂劇，描述在百老匯追求明星夢的舞者參加甄選會的過程。
《歌舞線上》曾經是百老匯上演最久的音樂劇，直到1997年才被《貓》所超越。1983年，邁克爾·貝內特和330位老演員們一起表演，慶祝成為百老匯持續時間最長的音樂劇記錄。

## 改編
此劇於1985年被改編成同名電影，由李察·艾登堡祿（Richard Attenborough）執導，等主演。